# 河田雅圭
河田 雅圭（かわた まさかど、1958年1月11日 - ）は、日本の生物学者。東北大学教授。

## 来歴・人物
大学院時代は、小哺乳類（なかでもエゾヤチネズミ）を使って、集団の構造や社会構造が個体の繁殖にどのように影響しているかについて研究した。東北大では、環境変動に対する進化的応答、進化可能性、進化的制約の問題について研究をしている。

## 略歴
- 1958年 香川県坂出市生まれ。
- 1976年 香川県立丸亀高等学校卒業。
- 1980年 帯広畜産大学獣医学部獣医学科卒業。
- 1987年 北海道大学大学院農学研究科博士課程修了、農学博士。
- 1988年 静岡大学教育学部生物学教室助手。その後、同大学にて助教授。
- 1997年 - 2000年 東北大学大学院理学研究科生物学専攻助教授。
- 2001年- 2023年 東北大学大学院生命科学研究科教授。
- 2023年 東北大学教養教育院　総長特命教授　名誉教授。

（略歴は、プロフィール 2024 by Masakado Kawata.Wix.comを参考）